# Gyarmati Dezső (vízilabdázó)
Gyarmati Dezső (Miskolc, 1927. október 23. – Budapest, 2013. augusztus 18.) a Nemzet Sportolója címmel kitüntetett magyar vízilabdázó, szakedző, országgyűlési képviselő.

## Sportolóként
Fiatalon Miskolcon kezdett el sportolni ökölvívóként és kézilabdázóként. 1940-ben a középiskolai pólóbajnokságban az Óbudai Árpád Gimnázium játékosa. Vízilabdázóként majd a Gamma játékosa lett 1941-ben. Az első osztályban 1944-ben jutott játéklehetőséghez, kezdetben kapusként. 1945-től a Csepeli MTK, 1947-től az Újpest, 1960-tól 1966-ig a Ferencvárosi TC pólósa. 1947-ben a párizsi főiskolai világbajnokságon győztes, ahol a 36 magyar gólból 28-at ő szerzett; 1948-ban a londoni olimpián pedig ezüstérmes.
1951-ben, Berlinben a főiskolai világbajnokságot nyert csapat tagja. 1952-ben Helsinkiben az olimpiai bajnok csapat tagja volt. 1954-ben a torinói Európa-bajnokságon az első helyezett csapat tagja. 1956-ban Melbourne-ben az olimpiai bajnokságot nyert csapat tagja volt. 1956-ban Melbourne-ben a magyar küldöttség Forradalmi Bizottságának elnöke volt. A forradalom után az Amerikai Egyesült Államokban élt, majd Európában trénerkedett. 1958-ban hazatért, de az amnesztia ellenére két év eltiltást kapott. Ebben az időszakban segédmunkásként dolgozott. Ezután a Ferencvárosi Torna Club játékosaként 1960-ban a római olimpián bronzérmes, 1962-ben a lipcsei Európa-bajnokságon a győztes csapat tagja. 1964-ben Tokióban az olimpiai bajnok csapat tagja volt. 1964-ig 108-szoros válogatott.

## Sportvezetőként
1963-tól a Központi Sportiskola (KSI), 1966-tól a Ferencvárosi Torna Club edzője volt. 1966-ban az Eötvös Loránd Tudományegyetem Bölcsészettudományi Karán művészettörténész, a Testnevelési Főiskolán szakedzői diplomát szerzett. 1970-től Kolumbiában szövetségi kapitány. 1971-től a Vasas SC edzője. 1972-től a magyar válogatott másodedzője, 1973-tól 1980-ig szövetségi kapitánya. 1981-től a Budapesti Vasutas SC (BVSC-Zugló), 1985-től 1988-ig ismét a válogatott vezetőedzője volt. 1988 februárjában, a bajnokság közben távozott a BVSC-től és a Vasashoz szerződött, de szeptemberben lemondott az edzői posztról. 1988-ban Németországban, 1989-ben Bolognában egy alacsonyabb osztályú csapatnál volt szaktanácsadó. 1989 júliusában hazatért, és 1990-ig az Orvosegyetem SC (OSC) szaktanácsadója volt.
Irányítása alatt a válogatott 1973-ban világbajnok, 1974-ben Európa-bajnok, 1975-ben világbajnoki második helyezett, 1976-ban olimpiai bajnok, 1977-ben Európa-bajnok, 1978-ban világbajnoki második helyezett, 1980-ban olimpiai harmadik helyezett volt.
1992-től a Magyar Vízilabda-szövetség (MVLSZ) alelnöke, 1996-tól társelnöke volt. 1998-ban lemondott elnökségi tagságáról, majd később újra betöltötte ezt a posztot. 1994-től 2005-ig a Minden Idők Legjobb Magyar Sportolói Egyesület (Halhatatlanok Klubja) elnöke volt. 1996-tól a Ferencvárosi TC vízilabda-szakosztályának társelnöke majd 1998-tól szaktanácsadója is lett. 2004-ben a Magyar Vízilabda Szövetség örökös tiszteletbeli elnökének választották, valamint az Újpesti TE vízilabda-szakosztályának szaktanácsadójaként dolgozott. 2005-ben a Nemzet Sportolóinak képviseletében a Magyar Olimpiai Bizottság tagja lett. Ugyanettől az évtől a kecskeméti vízilabdaélet fellendítésében is részt vett.
Emlékét róla elnevezett egészség-megőrzést biztosító kültéri sportolási lehetőségeket biztosító óbudai park, valamint egy hódmezővásárhelyi sportuszoda őrzi.

## Eredményei
Játékosként
- Olimpiai játékok
  - bajnok (1952, 1956, 1964)
  - második (1948)
  - harmadik (1960)
- Európa-bajnokság
  - bajnok (1954, 1962)
- Főiskolás világbajnokság
  - bajnok (1947, 1951)
- Magyar bajnokság
  - bajnok (1948, 1950, 1951, 1952, 1955, 1962, 1963, 1965)
  - második (1953, 1954, 1956, 1960, 1961, 1964, 1966)
  - harmadik (1949)
- Magyar kupa
  - győztes (1948, 1951, 1952, 1955, 1962, 1964, 1965)

## Politikusként
1990 és 1994 között a Magyar Demokrata Fórum (MDF) listán bejutott országgyűlési képviselője volt. Az országgyűlési választásokon 1994-ben az MDF listáján 39., 1998-ban 20. volt, de nem szerzett mandátumot. 2003-ban a Fidesz kulturális tagozata sportszekciójának elnökévé választották. 1999-ben az 56-os Magyarok Világtanácsának elnökségi tagja lett.

## Magánélete
Apai nagyszülei Streisinger Simon (1863–1912) gépész és Klein Hilda. Szülei Gyarmati (Streisinger) Béla (1898 k.–1952) adventista lelkész, lapszerkesztő és Gál (Gaál) Kornélia (1901–1998) iparművész, női szabó, akik 1922 novemberében Miskolcon kötöttek házasságot.
Gimnáziumi tanulmányait az Óbudai Árpád Gimnáziumban végezte. Később az ELTE bölcsészkarán művészettörténész, majd a Testnevelési Főiskolán vízilabda szakedzői diplomát szerzett.
Első felesége Székely Éva olimpiai bajnok (1952, Helsinki) úszónő. Lányuk, Gyarmati Andrea a magyar úszósport egyik meghatározó egyénisége lett. 1964-ben Gyarmati Dezső feleségül vette Bara Margit színésznőt, akitől 4 évvel később lánya született, Terézia Eszter. Unokái Hesz Máté vízilabdázó valamint Szilágyi Liliána és Szilágyi Gerda válogatott úszók.
2013. augusztus 18-án hunyt el Budapesten, daganat következtében. Szeptember 4-én helyezték örök nyugalomra a Farkasréti temetőben. A szertartáson több százan vettek részt, köztük Orbán Viktor miniszterelnök is.

## Könyvei

### Szerzőként
- Aranykor – A magyar vízilabdázás története (Herodotosz, 2002, ISBN 9630068281)
- Csurka Gergely–Gyarmati Dezső: 1956 – ahol mi győztünk. 1956. december 6. Magyarország – Szovjetunió 4:0. A "melbourne-i vérfürdő" igaz története; Aréna 2000, Bp., 2006 ISBN 9799637046932

### Róla
- Lepies György: Gyarmati Dezső kapitányságának története; Népszava, Bp., 1985, ISBN 9633221560
- Peterdi Pál: Gyarmati sors – avagy egy bal kéz története (Históriás, 1996, ISBN 9637908714)
- Jocha Károly: Ötkarikás beszélgetések – Athén előtt (Geo-Sport, 2003, ISBN 9632127684)
- Peterdi Pál: Gyarmati sors avagy Egy bal kéz története; 4. bőv. kiad.; Antológia, Lakitelek, 2007
- Szilágyi Sándor, Papp Lajos: Elárvult szabadság – A diktatúrát követő két évtized, hatvan magyar kiválóság szemével (Kecskeméti Lapok, 2008, ISBN 9789637813900)
- Alexander Brody: Barátaim könyve (Kalligram, 2010, ISBN 9788081013331)
- Szigorúan bizalmas? Gyarmati Dezső titkosszolgálati anyagaiból; szerk. Kozma Huba; Antológia, Lakitelek, 2013
- Gyarmati Dezső 1997-ben készült portréfilm Sipos István rendezésében

## Díjai, elismerései

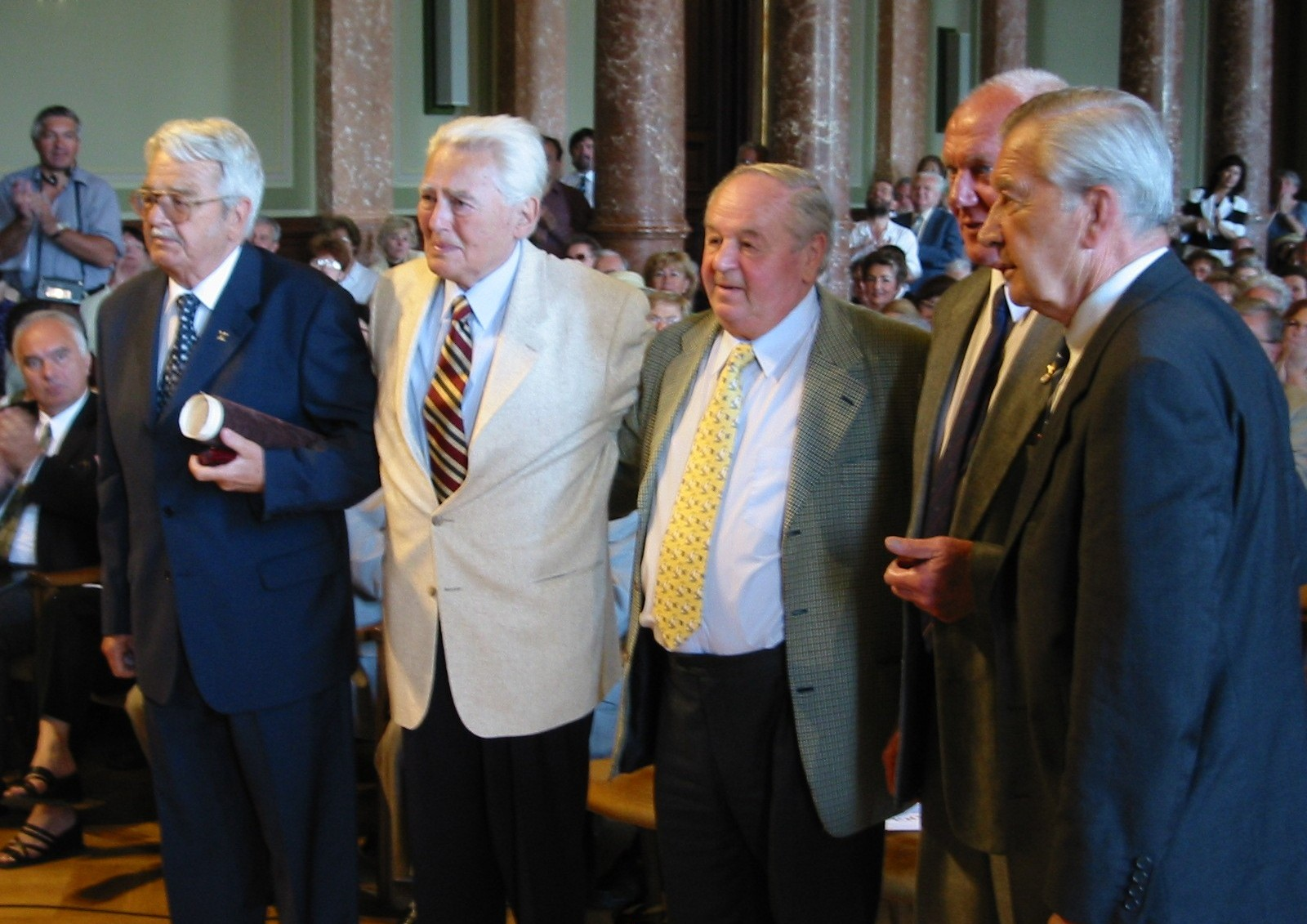
Az 1956-os melbourne-i olimpia aranyérmes vízilabdacsapatának 2004-ben még élő tagjai a Magyar Örökség díj átvételekor: Jeney László, Markovits Kálmán, Kárpáti György, Bolvári Antal, Gyarmati Dezső

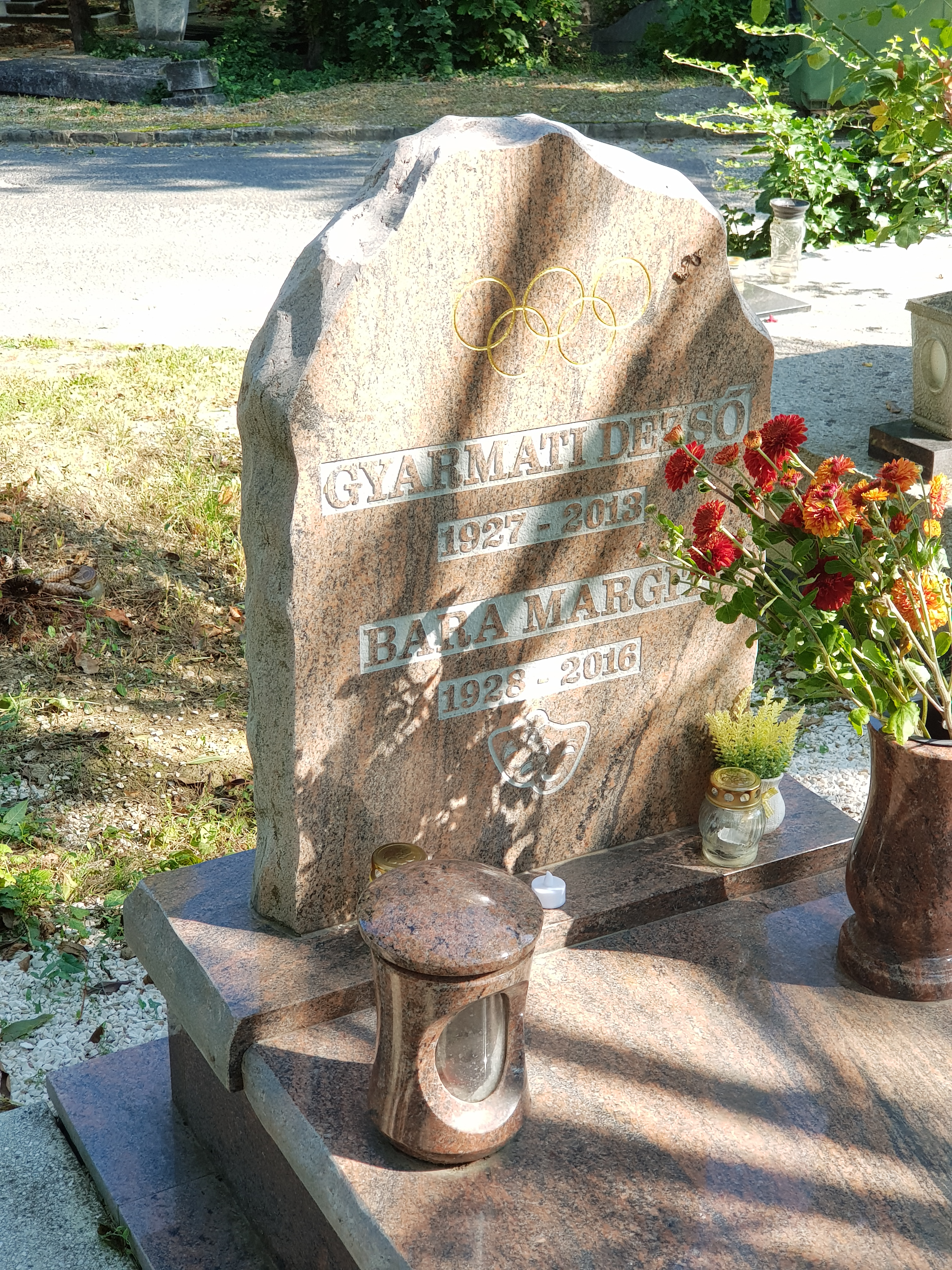
Gyarmati Dezső síremléke a Farkasréti temetőben.

- Gyarmati Dezső síremléke a Farkasréti temetőben.A Magyar Népköztársaság kiváló sportolója (1951)[15]
- A Magyar Népköztársaság Érdemes Sportolója (1955)[16]
- A Magyar Népköztársaság Kiváló Sportolója (1962)[17]
- Mesteredző (1973)
- Az úszósport hírességeinek csarnoka (1976)
- NOB Olimpiai Érdemrend ezüst fokozata (1993)
- A Magyar Köztársasági Érdemrend középkeresztje (1994)
- Az aranydiplomája (1997)
- Az évszázad magyar vízilabda szövetségi kapitánya (2000)
- Magyar Örökség díj (2002)
- Bay Béla-díj (2002)
- MOB érdemérem (2002)
- A Nemzet Sportolója (2004)
- MOB-médiadíj (2007)
- Magyar fair play díj (életmű) (2008)
- Budapest díszpolgára (2008)
- Prima díj (2008)
- A Magyar Köztársasági Érdemrend nagykeresztje (2010)[18]
- II. kerület díszpolgára (2011)
- Pesti Srác díj (2012)